# 王振清
王振清（1962年8月—），男，汉族，河南渑池人，中华人民共和国地方官员。在职研究生学历。

## 生平
1981年8月参加工作。1986年12月，加入中国共产党。1987年起，在三门峡市工商局任职。1997年起，历任三门峡市纪委常委，灵宝市委副书记、纪委书记，灵宝市政协党组书记(正县级)，卢氏县委副书记、县长。2008年至2012年担任卢氏县县委书记，2012年调任三门峡市副市长。后任三门峡市政法委书记。2020年4月，王振清因涉嫌违法违纪主动向河南省纪委监委投案自首。

## 争议
2008年，王振伟被调离卢氏县县委书记职位，王振清成为新一任的卢氏县县委书记。王振清在担任卢氏县县委书记期间，以保护环境为名停止了一年一度的正月十五大型放烟花活动，引发当地民众热议。王振清坚持前任王振伟吸引外资的政策，保证了卢氏县经济的发展。

### 2010年卢氏县特大洪涝灾害
2010年7月，卢氏县多日连降暴雨，导致洪灾，造成了严重的经济损失。除了卢氏县的地理因素外，群众认为以王振清为首的卢氏县政府放任洛河挖沙，破坏洛河沿岸生态环境才是导致洪灾最主要的原因。